# Paolo Cipollari
Paolo Cipollari (ur. 18 grudnia 1974 w Velletri) – włoski siatkarz występujący obecnie w Serie A w drużynie Top Volley Latina. Gra na pozycji atakującego. Mierzy 198 cm.

## Kariera zawodnicza
- 1990–1991 Pallavolo Velletri
- 1991-1994 Milano
- 1994-1995 Olio Venturi Spoleto
- 1995-1996 Cuneo
- 1996-1998 Italkero Modena
- 1998-1999 Top Volley Latina
- 1999-2000 Itas Trentino
- 2000-obecnie Top Volley Latina

## Sukcesy
- Puchar CEV: 1996
- Puchar Włoch: 1996